# Filip VI., kralj Francuske
Filip VI. Sretni (Fontainebleau, 1293. – Reims, 22. kolovoza 1350.) bio je francuski kralj 1328. – 1350.
Poslije smrti kralja Karla IV. vratilo se pitanje iz ne tako davne prošlosti o regenstvu do trenutka poroda kraljeve trudne žene. Poslije šest mjeseci čekanja rođena je kći s čim je dotadašnji regent Filip VI. postao kralj.
Novi kralj je bio sin Karla, grofa Valoisa, čiji je otac bio Filip III., kralj Francuske. Iako ga je taj podatak činio najbližim potomkom (bio je bratić mrtvog kralja), to ga nije sačuvalo od dvorskih spletki u ime nekog od drugih pretendenata na krunu. Najozbiljnija legalistička prijetnja novom kralju je bila Ivana, kći Luja X. Radi izbacivanja tog najozbiljnijeg konkurenta iz borbe za krunu Francuske njoj je prepušteno kraljevstvo Navare čime prestaje kratkotrajna personalna unija ova dva kraljevstva.
Zajedno s tim problemom odmah početkom vladavine dolazi do pobune u Flandriji koja uviđavši političku nestabilnost Francuske kreće u borbu za nezavisnost u svibnju 1328. godine. Filip VI. se ipak pokazao kao preopasan protivnik, pa je ova buna krvavo ugušena. Taj oružani uspjeh je imao veliki utjecaj na ostatak državnih nezadovoljnika da se smire u prvom kritičnom razdoblju uspostavljanja nove vlasti.
Poslije nekoliko godina dugog čekanja pojavio se novi, najmoćniji legalni pretendent na krunu Francuske. Pozivajući se na svoje nasljedno pravo Eduard III., kralj Engleske, objavljuje rat 1337. godine. On će trajati s prekidima više od 100 godina. U razdoblju Filipa VI. Francuska trpi vojni poraz za porazom koji neprekidno slabe kraljevu moć. Poslije vojne katastrofe 1346. Filip je bio prisiljen čak i državne financije prepustiti iz svojih ruku zbog općeg nezadovoljstva. Izbijanje kuge 1348. postala je finalna katastrofa ovog kralja.
Stalne potrebe za širokom plemićkom podrškom ovome nesposobnom kralju su rezultirale ustupcima nauštrb centralne države. Najprije je darovima kupovao podršku za priznanje prava na krunu, a potom za podršku u ratu sa Engleskom.
U trenutku njegove smrti 22. kolovoza 1350. godine Francuska je prilično decentralizirana država s katastrofalnim ratom protiv Engleske. Naslijedio ga je sin Ivan II.
| Prethodnik:             | Kralj Francuske | Nasljednik:                  |
| Karlo IV. (1322.-1328.) | Kralj Francuske | Ivan II. Dobri (1350.-1364.) |